# Svinná Lada
Svinná Lada (německy Seehaid) jsou malá vesnice, část obce Borová Lada v okrese Prachatice v Jihočeském kraji. Nachází se asi jeden kilometr severozápadně od Borových Lad. Je zde evidováno 10 adres. V roce 2011 zde trvale žilo devět obyvatel.
Svinná Lada je také název katastrálního území o rozloze 3,6 km². Území je součástí Národního parku Šumava, Evropsky významné lokalita Šumava a Ptačí oblasti Šumava.
Je zde Chalupská slať s Chalupským jezírkem. Ve Svinných Ladách je informační středisko Národního parku Šumava.

## Historie
První písemná zmínka o vesnici pochází z roku 1760.

## Obyvatelstvo
| Rok            | 1869 | 1880 | 1890 | 1900 | 1910 | 1921 | 1930 | 1950 | 1961 | 1970 | 1980 | 1991 | 2001 | 2011 | 2021 |
| -------------- | ---- | ---- | ---- | ---- | ---- | ---- | ---- | ---- | ---- | ---- | ---- | ---- | ---- | ---- | ---- |
| Počet obyvatel | 143  | 144  | 163  | 170  | 164  | 174  | 191  | 25   | 19   | 21   | 0    | 6    | 10   | 9    | 6    |
| Počet domů     | 14   | 16   | 17   | 18   | 20   | 20   | 30   | 36   | 36   | 6    | 0    | 6    | 10   | 9    | 10   |